# Кысыл-Сыр (Вилюйский улус)
Кысы́л-Сыр (якут. Кыһыл Сыыр) — посёлок городского типа в Вилюйском улусе Якутии.

## Этимология
Название переводится с якутского как Красная Горка.

## География
Посёлок расположен на правом берегу реки Вилюй в 76 км от Вилюйска и 539 км от Якутска.

## История
Посёлок образован в 1961 году группой сейсморазведчиков под руководством Михаила Васильевича Абрашкевича. Изначально представлял собой базовый посёлок геологоразведочных экспедиций, в 1974 году был преобразован в рабочий поселок.

## Население
| 1970  | 1979  | 1989  | 2002  | 2009  | 2010  | 2011  | 2012  | 2013  |
| ----- | ----- | ----- | ----- | ----- | ----- | ----- | ----- | ----- |
| 2833  | ↗5576 | ↗7248 | ↘3609 | ↘3407 | ↘3106 | ↘3084 | ↘2999 | ↘2909 |
| 2014  | 2015  | 2016  | 2017  | 2018  | 2019  | 2020  | 2021  | 2023  |
| ↘2838 | ↘2797 | ↘2758 | ↘2728 | ↘2686 | ↘2652 | ↗2655 | ↗2770 | ↗2798 |

## Улицы
| - ул. Бабенко, - ул. База отдела рабочего снабжения, - ул. Весенняя, - ул. Восточная, - ул. Газовиков, - ул. Геофизиков, - ул. Губкина, | - ул. Дружбы, - ул. Заозёрная, - ул. Западная, - ул. Интернациональная, - пер. Ленина, - ул. Ленина, - ул. Лесная, | - ул. Мира, - ул. Мичурина, - ул. Молодёжная, - ул. Монтажная, - ул. Набережная, - ул. Нефтяников, - ул. Пионерская, | - ул. Победы, - ул. Портовская, - ул. Рождественская, - ул. Солнечная, - пер. Солнечный, - ул. Сосновая, - ул. Староватова, | - ул. Строителей, - ул. Строительная, - ул. Таёжная, - ул. Фонтанная, - ул. Школьная, - ул. Энтузиастов. |

## Экономика
Посёлок Кысыл-Сыр расположен на территории Средневилюйского газоконденсатного месторождения. В посёлке работает завод Якутской топливно-энергетической компании по производству пропана-бутана.